# Natural Selection (jeu vidéo)
 (juin 2015).
Si vous disposez d'ouvrages ou d'articles de référence ou si vous connaissez des sites web de qualité traitant du thème abordé ici, merci de compléter l'article en donnant les références utiles à sa vérifiabilité et en les liant à la section « Notes et références ».
Natural Selection est un mod pour le jeu Half-Life, il s'agit d'un jeu vidéo mêlant le tir en vue à la première personne et le jeu de stratégie en temps réel.
Natural Selection a été créé par Charlie Cleveland dit Flayra, Unknown Worlds Entertainment. La première version du mod est rendue publique le jour d'Halloween 2002.
La suite de ce mod est un jeu complet nommé Natural Selection 2, qui utilise un nouveau moteur 3D, "Spark".
Le jeu met en opposition deux équipes : les Kharaa (Aliens) et les Frontiersmen (Marines de l'espace). Cette opposition est classique dans la science-fiction, comme dans le jeu Starcraft ou encore le film Aliens de 1986.

## Système de jeu
Le jeu est joué à la première personne, sauf pour le Commander chez les Frontiersmen (voir plus bas).
Le but de chaque camp est de détruire le camp opposé. Pour ce faire, les Frontiersmen doivent détruire les Hives (Ruches) des Kharaa et les Kharaa doivent détruire les Infantry Portal des Frontiersmen, ou le radar (plus communément appelé Obs pouvant rappeler à la vie tous les membres de l'équipe). Pour ce faire, chacun des camps peut construire une ressource tower (une tour de ressources) sur un geyser de gaz qui est en fait la ressource utilisée pour la construction des bâtiments, les changements de forme de vie Kharaa, la distribution de munitions... Notons qu'une partie de Natural Selection peut durer entre 2 minutes et plusieurs heures.
On distingue 2 modes de jeu. Le premier dit "Classic" est le premier apparu. C'est celui qui est le plus utilisé lors des matchs et des compétitions. Le format d'équipe des matchs est le "6 contre 6", qui est considéré comme étant le plus équilibré.
Le second dit "Combat" est apparu plus tard et est sujet à polémique quant à son utilité. En effet, il est plus rapide et demande moins de jeu en équipe que le mode classique, étant donné que le seul objectif est de tuer les ennemis puis de détruire leurs bâtiments (soit le Hive pour les Aliens, et la "Command Console" (console de commandement) pour les Frontiersmen). Il n'y a pas de "Ressource Tower" ou de Commandant dans ce mode. Ce type de jeu est privilégié lors des entraînements par sa particularité de donner le droit à l'alien et au marine un gain de "compétence" à chaque niveau gagné lui permettant d'acquérir différentes armes, améliorations ou nouvelles formes, cela en fonction du nombre d'ennemis abattus.

### Frontiersmen ou Marines
Il y a deux classes de marines :

#### Le Commandant
N'importe quel soldat peut prendre la place du commandant, mais il ne peut y en avoir qu'un seul à la fois. On accède au statut de commandant en entrant dans la console de commandement (CC). À noter que si le commandant n'est pas apprécié, il peut se faire "éjecter" à tout moment grâce à un vote. Une fois dans la console, le commandant est invulnérable... jusqu'à ce que la console soit détruite auquel cas il est automatiquement éjecté.
Il joue en vue de dessus (vue RTS), il peut sélectionner les soldats pour leur affecter des ordres d'un simple clic droit sur un endroit précis de la carte (aller ici, construire cet équipement, protéger cet équipement, etc.).
Il doit aussi leur venir en aide en leur apportant un soutien continu (principalement munitions et santés).
Il est responsable des évolutions (qui sont disponibles dans les bâtiments prévus à cet effet) comme une armure plus solide, une puissance de feu plus importante, un détecteur de mouvements, de nouvelles armes, etc.
Le rôle du Commandant est très fortement déconseillé aux débutants de par sa complexité et la rapidité d'action, ainsi que la connaissance du jeu qu'il demande.
Un mauvais commandant entrainera irrémédiablement une défaite de l'équipe.

#### Le soldat
Homme de terrain (en vue FPS), il obéit aux ordres du Commandant, construit/protège les bâtiments, et surtout tue les aliens et leurs constructions.

### Kharaa ou Aliens
Le système de jeu alien est très différent de celui des Frontiersmen. Il est beaucoup plus instinctif, car il n'y a pas de commandant.
Le HUD est très important, car c'est par lui que passe toutes les informations. Chaque Aliens est relié au Hive (nid) et celui-ci leur transmet toutes les informations essentielles (Hive Sight).
Les aliens sont donc omniscients entre eux, ils voient absolument tout de leur équipe (à travers la map) contrairement aux Marines dont seul le commandant à cette capacité, et sont donc beaucoup plus réactifs. 

Exemple: 

Si un Marine attaque une Ressource Tower Alien au couteau, c'est toute l'équipe Alien qui va être alertée grâce au Hive Sight qui va leur préciser l'endroit et l'objet du délit.

Tandis que si un alien attaque une Ressource Tower Marine, seul le commandant sera alerté et décidera ou non d'envoyer des hommes sur le terrain.
À noter que les Aliens peuvent aussi voir les Marines et leurs équipements (à travers la map) si ces derniers ont été préalablement marqués (parasité) par un "Skulk".
Les Aliens disposent de 5 classes :
Le Skulk

 Unité de base, principalement utilisée pour la reconnaissance.
- Capacité à grimper sur les murs et plafonds.
- Possibilité de "parasiter" l'ennemi afin de le marquer et de le rendre visible à travers la map.
- Peu résistant, mais très rapide et pouvant occasionner d'importants dégâts

Le Gorge

 Unité de construction et de soutien. S'il y a bien un Alien que vous devez protéger... c'est celui-là.
- Construit les structures Aliens (Hive, ressource Tower, Offensive chamber, etc.)
- Peu résistant, et capacité de combat quasi nulle
- Soigne les structures et les Aliens

Le Lerk

 Unité volante peu apprécié des Marines du fait de sa capacité à se nicher dans des endroits inaccessibles pour utiliser ses attaques à distance.
- Vol
- Attaque à distance (spike et nuages toxiques)
- Soutient grâce à son nuage "umbra" qui rend plus résistant tous les aliens se trouvant dans la zone d'effet.

Le Fade

 Unité offensive. Un bon fade peut venir à bout d'une escouade de Marines à lui tout seul.
- Assez résistant
- Très rapide grâce à son "blink" qui lui permet de se fondre dans l'air
- Puissantes griffes (1 ou 2 coups généralement pour venir à bout d'un Marine)

L'Onos

 Unité de destruction massive. Quand les Marines en aperçoivent un, ils s'écrient: "ONOOOOOS!!!"
- Résistant
- Puissant
- Peut dévorer un Marine

Au début d'une partie, les Kharaa ont une ressource tower et un Hive. Tous les aliens respawnent sous la forme la plus faible et la plus basique des aliens : le Skulk. Moyennant des ressources accumulées grâce aux "frags" et aux ressources towers, les aliens peuvent muter dans une autre espèce (ils passent alors sous forme de cocon pendant un laps de temps où ils sont très vulnérables).

#### Les attaques
Les aliens renaissent tous avec deux attaques. À chaque Hive construit, ils reçoivent une attaque supplémentaire. Comme il y a un maximum de trois Hives et que les aliens commencent avec un Hive, chaque forme a au maximum 4 attaques différentes.

## Accueil

### Récompenses
En 2002, le jeu est désigné « meilleur mod de l'année » par le site GameSpy.